# Mikołaj z Bolesławia
Mikołaj z Bolesławia (zm. 10 października 1411) – niemiecki duchowny katolicki, biskup.
Pochodził z Alzacji. W młodości wstąpił do zakonu benedyktynów w Murbach. 2 maja 1390 roku został prekonizowany przez papieża Bonifacego IX biskupem tytularnym Abelone. Od 1398 roku pełnił funkcję biskupa pomocniczego w diecezji wrocławskiej. Został zamordowany w 1411 roku przez rycerzy-rabusiów.